# Tituly a vyznamenání Bertila Švédského

Erb Bertila Švédského s řetězem Řádu Serafínů

Švédský princ a vévoda z Hallandu Bertil obdržel během svého života řadu švédských i zahraničních titulů a vyznamenání.

## Tituly

Erb prince Bertila jakožto rytíře Řádu Karla III.

Královský monogram prince Bertila

- 28. února 1912 – 31. prosince 1980: Jeho královská Výsost Bertil, švédský dědičný princ, vévoda z Hallandu
- 1. ledna 1981 – 5. ledna 1997: Jeho královská Výsost Bertil, švédský princ, vévoda z Hallandu

## Vojenské hodnosti
- 4. října 1934: Fänrik
- 1936: Underlöjtnant
- 1937: Löjtnant
- 13. února 1942: Kapten
- 1. dubna 1948: Kommendörkapten av andra graden
- 1952: Kommendör
- 1956: Konteramiral
- 1956: Generalmajor – Armáda Švédska
- 1956: Generalmajor – Švédské letectvo
- 17. října 1969: Admiral
- 1969: General – Armáda Švédska[1]
- 1969: General – Švédské letectvo[2]

## Vyznamenání

### Švédská vyznamenání

#### Řády
- rytíř Řádu Serafínů – 28. února 1912, od narození[3]
- komtur velkokříže Řádu polární hvězdy – 28. února 1912, od narození[3]
- rytíř Řádu Karla XIII. – 28. února 1912, od narození[3]
- komtur velkokříže Řádu meče – 28. února 1912, od narození[3]
- komtur velkokříže Řádu Vasova – 28. února 1952[4]

#### Medaile
- Pamětní jubilejní medaile krále Gustava V. – 1928
- Pamětní jubilejní medaile krále Gustava V. – 1948
- Pamětní jubilejní medaile krále Gustava VI. Adolfa – 1967
- Medaile Jeho Veličenstva krále – 1987
- Pamětní jubilejní medaile krále Karla XVI. Gustava – 1996

### Zahraniční vyznamenání
- Argentina
  -  velkokříž Řádu osvoboditele generála San Martína[5]
- Belgie
  -  velkokříž Řádu Leopolda[6]
- Dánsko
  -  rytíř Řádu slona – 21. května 1935[7][6]
- Egyptské království
  -  velkostuha Řádu Muhammada Alího[6]
- Ernestinská vévodství
  -  velkokříž Vévodského sasko-ernestinského domácího řádu[6]
- Estonsko
  -  Řád kříže země Panny Marie I. třídy – 8. září 1995[5][8]
- Etiopské císařství
  -  velkokříž Řádu Menelika II.[6]
  -  velkokříž Řádu Šalomounova[4]
- Finsko
  -  velkokříž Řádu bílé růže[9]
- Francie
  -  velkokříž Řádu čestné legie[6]
- Chile
  -  velkokříž Řádu Bernarda O'Higginse[4]
  -  velkokříž Řádu za zásluhy[9]
- Irák
  -  Řád dvou řek I. třídy[6]
- Írán
  -  Řád Pahlaví II. třídy[5]
  -  velkokříž Řádu koruny[6]
- Island
  -  velkokříž Řádu islandského sokola – 22. dubna 1954[4][10]
- Itálie
  -  velkokříž Řádu zásluh o Italskou republiku – 14. června 1966[5][11]
- Japonsko
  -  velkokříž Řádu chryzantémy[5]
- Kolumbie
  -  velkokříž Řádu Boyacá[9]
- Mexiko
  -  velkokříž Řádu aztéckého orla[5]
- Německo
  -  velkokříž Záslužného řádu Spolkové republiky Německo[5]
- Nizozemsko
  -  velkokříž Řádu nizozemského lva[5]
- Norsko
  -  velkokříž Řádu svatého Olafa – 1. března 1952[12]
  -  velkokříž s řetězem Řádu svatého Olafa – 23. března 1953[4][12]
- Peru
  -  velkokříž Řádu peruánského slunce[9]
- Portugalsko
  -  velkokříž Řádu Kristova – 15. května 1991[5][13]
- Spojené království
  -  čestný rytíř velkokříže Řádu lázně – 25. května 1983[5]
- Spojené státy americké
  -  komandér Legion of Merit – 4. června 1948[14]
- Španělsko
  -  velkokříž Řádu Karla III. – 15. října 1979 – udělil král Juan Carlos I.[5][15]
- Thajsko
  -  rytíř Řádu Mahá Čakrí – 21. září 1960[16]
- Venezuela
  -  velkokříž Řádu osvoboditele[9]